# Joan Besson i Blaya
Joan Besson i Blaya (Granollers, 1957) és un periodista català llicenciat en Ciències de la Comunicació per la Universitat Autònoma de Barcelona (1982) i ha desenvolupat una gran part de la seva trajectòria professional a la Corporació Catalana de Mitjans Audiovisuals, coneguda primer com a Corporació Catalana de Ràdio i Televisió. Especialitzat en informació comarcal, mediambiental i política, des del 1973 ha treballat en mitjans de premsa, ràdio i televisió i ha ocupat càrrecs de gestió en empreses públiques vinculades als mitjans audiovisuals.

## Trajectòria professional
L'any 1981 va ser un dels periodistes que va participar en el projecte de recuperació de Ràdio Granollers, emissora que estava tancada des de la Guerra Civil, i el 1982 va ser fundador i primer director del setmanari L'Actualitat, al Vallès Oriental. L'any 1985 ingressa en el departament d'Esports de Televisió de Catalunya i tres anys més tard passa als Serveis Informatius de la mateixa cadena per col·laborar en la creació del Telenotícies Comarques. Dos anys després, com a especialista en comarques de muntanya, posa en marxa la delegació de TV3 a la Val d'Aran, que des de llavors emet una edició setmanal en llengua aranesa. L'estiu del 1991 dirigeix l'espai estiuenc De Vacances i el mes de març del 1992 es converteix en el primer director del programa de TV3 El Medi Ambient. L'any 1997, simultàniament, també dirigeix al mateix canal el programa setmanal Biodiversitat. A la tardor d'aquell any és nomenat editor del Telenotícies Comarques, tasca que desenvolupa per espai d'un any i mig.
Amb un permís de Televisió de Catalunya, el novembre del 1999, accepta fer-se càrrec dels Serveis Informatius de Ràdio i Televisió d'Andorra, compromís professional que dura gairebé dos anys en el decurs dels quals es fa una reestructuració d'un servei que s'havia externalitzat inicialment.
Un cop reincorporat a TV3, el maig del 2002 l'anomenen editor del Telenoticies Online. Paral·lelament, la tardor del mateix any, la CCRTV assumeix la majoria d'accions de l'empresa Intracatalònia, SA, propietària de l'Agència Catalana de Notícies, coneguda com a ACN, i assumeix la direcció de Continguts, en substitució del periodista gironí Carles Puigdemont, creador d'aquest projecte. La Generalitat de Catalunya decideix l'any 2004, després del canvi de govern de l'any anterior, potenciar l'agència i Besson pilota el seu rellançament, deixant la direcció del portal de notícies de TV3. Durant els anys 2005 i 2006 l'ACN reforça Arxivat 2007-10-20 a Wayback Machine., amb un equip de seixanta persones, la seva implantació territorial i introdueix el servei de vídeo, destinat a les televisions abonades a l'agència. L'ACN incorpora el servei en castellà i es planifica la futura introducció del servei en anglès amb l'objectiu –com amb el castellà- d'explicar l'actualitat del país en clau catalana. Fruit d'aquesta filosofia, l'ACN participa en el projecte Interagencias, conjuntament amb diverses agències de notícies privades de l'Aragó, Canàries, Castella i Lleó, Galícia i País Basc.
A finals dels 2006 Besson deixa la direcció de l'ACN i a principis del 2007 es desvincula de la CCMA. El març del 2007 s'incorpora a RTVA com a director executiu amb l'objectiu de reestructurar els continguts d'Andorra Televisió i Ràdio Nacional d'Andorra i encarar el futur d'aquests mitjans públics davant l'arribada de la TDT al país pirinenc i l'apagada analògica, el setembre d'aquell any. Amb el canvi polític que hi ha a Andorra arran de les eleccions generals de la primavera del 2009, Besson fou destituït en el càrrec el gener del 2010. Tanmateix en 2012 el Tribunal Constitucional declarà improcedent l'acomiadament i condemnà RTVA a pagar-li més de 300.000 euros com a indemnització, una xifra rebaixada sensiblement per un acord posterior el juliol d'aquell any davant la greu situació financera de l'empresa.
En els seus anys de gestió al capdavant de les empreses esmentades evoluciona com a especialista en temes de comunicació corporativa i relacions públiques i el març del mateix 2010 fitxa pel Gabinet Uribe per obrir una nova divisió dedicada a la captació de recursos econòmics amb finalitats socials i de mecenatge, una activitat que en anglès és coneguda com a fundraising. Com a consultor col·labora amb Creu Roja Catalunya dins de l'àrea de Responsabilitat Social Corporativa durant tres anys i, des del mateix 2012, coordina la col·laboració entre la Xarxa Audiovisual Local (XAL) i la Corporació Catalana de Mitjans Audiovisuals (CCMA), una relació destinada a optimitzar els recursos públics que s'inverteixen en el sector i, a la vegada, donar valor afegit a la producció que fan els mitjans de proximitat.
Retirat professionalment des del juny de 2023, és pare del cuiner Joan Besson i Reichardt (La Garriga, 1996) i autor del llibre "Els de Sempre" (Ed. Storytelling Comunicació, Andorra la Vella, 2024), recopilació d'una sèrie d'entrevistes publicades, entre el juliol de 2023 i el juliol de 2024, al digital gastronòmic Menja't Andorra (menjatandorra.com) a vint-i-vuit restauradors que han fet història en la cuina del país. En l'acte de presentació del llibre, el novembre de 2024 a Ordino, Besson el va considerar un homenatge a totes les dones que "han sabut dignificar i mantenir la cuina tradicional andorrana".

## Guardons
- 1983 Premi Tasis-Torrent de la Diputació de Barcelona (L'Actualitat Comarcal)
- 1993 Premis Zapping de Telespectadors Associats de Catalunya (El Medi Ambient, TV3)
- 1994 Premi Nacional de Medi Ambient de la Generalitat (El Medi Ambient, TV3)
- 1994 Premi Imaginàrium de l'Ajuntament de Barcelona (El Medi Ambient, TV3)
- 1996 Premi Ones Mediterrània (El Medi Ambient, TV3)
- 1996 Premi del Departament d'Indústria i Energia de la Generalitat (Divulgació ambiental a TV3)
- 1996 Premi del Festival de Cine i Vídeo del Medi Ambient de Gavà (El Medi Ambient, TV3)
- 1998 Premi del Govern de Canàries pel programa Biodiversitat (TV3)